# Leeway
A Leeway egy amerikai hardcore-punk/crossover-thrash együttes. Tagok: A.J. Novello, Eddie Sutton, Pokey, Jimmy Xanthos és Mark Thousands. Volt tagok: Saso Motroni, Jose Ochoa, Tony Fontao, Michael Gibbons és Zowie. 

## Története
1984-ben alakultak meg a New York-i Astoriában. 1996-ban feloszlottak. 2006-ban újból összeálltak egy koncert erejéig, 2016 óta pedig megint együtt vannak. Az "Enforcer" című számuk a 2008-as Grand Theft Auto IV videójátékban is hallható. Lemezeiket a Profile Records kiadó jelenteti meg. Az Encyclopaedia Metallum szerint korábban "Unruled" volt a nevük, 2016 óta pedig "Leeway NYC" néven tevékenykednek. 2019-ben Magyarországon is koncerteztek, a Dürer Kertben.

## Diszkográfia
Stúdióalbumok
- Born to Expire (1988)
- Desperate Measures (1991)
- Adult Crash (1994)
- Open Mouth Kiss (1995)